# Kamiichi, Toyama
Kamiichi (上市町 Kamiichi-machi) là thị trấn thuộc huyện Nakaniikawa, tỉnh Toyama, Nhật Bản. Tính đến ngày 1 tháng 10 năm 2020, dân số ước tính thị trấn là 19.351 người và mật độ dân số là 82 người/km2. Tổng diện tích thị trấn là 236,7 km2.

## Địa lý

### Đô thị lân cận
- Toyama
  - Toyama
  - Namerikawa
  - Uozu
  - Kurobe

### Khí hậu
| Dữ liệu khí hậu của Kamiichi, Toyama     | Dữ liệu khí hậu của Kamiichi, Toyama | Dữ liệu khí hậu của Kamiichi, Toyama | Dữ liệu khí hậu của Kamiichi, Toyama | Dữ liệu khí hậu của Kamiichi, Toyama | Dữ liệu khí hậu của Kamiichi, Toyama | Dữ liệu khí hậu của Kamiichi, Toyama | Dữ liệu khí hậu của Kamiichi, Toyama | Dữ liệu khí hậu của Kamiichi, Toyama | Dữ liệu khí hậu của Kamiichi, Toyama | Dữ liệu khí hậu của Kamiichi, Toyama | Dữ liệu khí hậu của Kamiichi, Toyama | Dữ liệu khí hậu của Kamiichi, Toyama | Dữ liệu khí hậu của Kamiichi, Toyama |
| Tháng                                    | 1                                    | 2                                    | 3                                    | 4                                    | 5                                    | 6                                    | 7                                    | 8                                    | 9                                    | 10                                   | 11                                   | 12                                   | Năm                                  |
| ---------------------------------------- | ------------------------------------ | ------------------------------------ | ------------------------------------ | ------------------------------------ | ------------------------------------ | ------------------------------------ | ------------------------------------ | ------------------------------------ | ------------------------------------ | ------------------------------------ | ------------------------------------ | ------------------------------------ | ------------------------------------ |
| Cao kỉ lục °C (°F)                       | 18.5 (65.3)                          | 21.2 (70.2)                          | 25.4 (77.7)                          | 29.6 (85.3)                          | 31.2 (88.2)                          | 32.5 (90.5)                          | 36.3 (97.3)                          | 36.6 (97.9)                          | 35.9 (96.6)                          | 32.2 (90.0)                          | 26.1 (79.0)                          | 23.8 (74.8)                          | 36.6 (97.9)                          |
| Trung bình ngày tối đa °C (°F)           | 4.0 (39.2)                           | 4.8 (40.6)                           | 8.9 (48.0)                           | 15.7 (60.3)                          | 20.9 (69.6)                          | 23.8 (74.8)                          | 27.7 (81.9)                          | 29.3 (84.7)                          | 24.9 (76.8)                          | 19.3 (66.7)                          | 13.6 (56.5)                          | 7.3 (45.1)                           | 16.7 (62.0)                          |
| Trung bình ngày °C (°F)                  | 0.3 (32.5)                           | 0.4 (32.7)                           | 3.6 (38.5)                           | 9.9 (49.8)                           | 15.4 (59.7)                          | 19.2 (66.6)                          | 23.2 (73.8)                          | 24.3 (75.7)                          | 20.1 (68.2)                          | 14.2 (57.6)                          | 8.5 (47.3)                           | 3.1 (37.6)                           | 11.9 (53.3)                          |
| Tối thiểu trung bình ngày °C (°F)        | −3.1 (26.4)                          | −3.6 (25.5)                          | −0.8 (30.6)                          | 4.6 (40.3)                           | 10.3 (50.5)                          | 15.2 (59.4)                          | 19.6 (67.3)                          | 20.3 (68.5)                          | 16.2 (61.2)                          | 10.0 (50.0)                          | 4.2 (39.6)                           | −0.3 (31.5)                          | 7.7 (45.9)                           |
| Thấp kỉ lục °C (°F)                      | −13.8 (7.2)                          | −14.1 (6.6)                          | −9.8 (14.4)                          | −5.0 (23.0)                          | 1.4 (34.5)                           | 7.1 (44.8)                           | 12.7 (54.9)                          | 12.9 (55.2)                          | 7.1 (44.8)                           | 1.1 (34.0)                           | −3.9 (25.0)                          | −13.1 (8.4)                          | −14.1 (6.6)                          |
| Lượng Giáng thủy trung bình mm (inches)  | 293.5 (11.56)                        | 209.9 (8.26)                         | 217.5 (8.56)                         | 190.7 (7.51)                         | 198.3 (7.81)                         | 230.5 (9.07)                         | 334.2 (13.16)                        | 263.0 (10.35)                        | 260.7 (10.26)                        | 229.7 (9.04)                         | 273.0 (10.75)                        | 319.8 (12.59)                        | 3.020,7 (118.93)                     |
| Số ngày giáng thủy trung bình (≥ 1.0 mm) | 22.7                                 | 18.9                                 | 17.7                                 | 14.2                                 | 13.3                                 | 13.2                                 | 16.6                                 | 12.6                                 | 13.9                                 | 14.4                                 | 17.5                                 | 21.9                                 | 196.9                                |
| Số giờ nắng trung bình tháng             | 52.8                                 | 73.3                                 | 111.0                                | 153.4                                | 184.5                                | 136.9                                | 133.1                                | 174.7                                | 121.1                                | 118.9                                | 88.1                                 | 57.8                                 | 1.405,5                              |
| Nguồn: Cục Khí tượng Nhật Bản            |                                      |                                      |                                      |                                      |                                      |                                      |                                      |                                      |                                      |                                      |                                      |                                      |                                      |